# Сіль для моря або Білий кит
«Сіль для моря або Білий кит»— гостросюжетний роман-буря української письменниці Анастасії Нікуліної. Це дебютна сольна книга авторки, яка була написана у 2017 році, у період популярності гри «Синій кит». 

## Особливістьструктури
У романі море існує навіть у самій структурі— кожен розділ книги називається згідно шкали Бофорта, яка визначає силу (швидкість) вітру. Починається усе зі штилю, і сила (гострота твору) поволі наростає, переходячи у піковому моменті у шторм та бурю. 

#### Назви розділів
1. Штиль
2. Легкий вітер
3. Тихий вітер
4. Легкий бриз
5. Слабкий бриз
6. Помірний бриз
7. Свіжий вітер
8. Сильний вітер
9. Майже штормовий вітер
10. Дуже сильний вітер
11. Штормовий вітер
12. Шквальний вітер
13. Шторм, що переходить у бурю
14. Буря
15. Сильна буря
16. Ураган
17. Штиль

Назви розділів підказують, що кожна буря хоч і починається зі штилю, завершується теж штилем.

## Сюжет
Ліза, руденька 14-річна дівчина, живе разом з батьками в містечку Туманівка, на березі Чорного моря і навчається в місцевій школі. Вона спокійна й відлюдькувата, не має друзів і часто свариться з батьками. Ліза дуже любить читати й просто обожнює ходити до моря. Вона не була хулорлявою, тому в школі з неї завжди знущалися.
Лізі ходила до школи різними дорогами, щоб не зустрітись з однокласниками. У школі вона ні з ким не спілкувалася. Навчання йшло не дуже добре. І, аби якось втекти від гнітючої реальності, дівчина часто сиділа в соціальних мережах.  У соцмережі Ліза вже давно спілкувалася з користувачем під іменем Білий Кит. Вона завжди розповідала йому про свої проблеми, той завжди її заспокоював і втішав. 
У школі дівчина не мала друзів і ні з ким там не спілкувалася, після занять старалася швидко повернутися додому, щоб не терпіти знущань. Найбільше дівчина зазнавала їх з боку однієї групи однокласників: Марини, Юлі й Сашка. Одного разу Ліза поверталася додому після школи, цього дня йшов дощ, тому всюди ще стояли калюжі. Біля майданчику на неї напади однокласники, побили і кинули в калюжу. 
Коли Лізі прийшла додому, то побачила, що на ноутбук їй прийшли нові повідомлення від Білого Кита. Він, як і завжди, запитав, як у дівчини справи і як пройшов день. Вона відповіла, що цей день був дійсно паршивий. 
Наступного дня дівчина почувалася дуже погано через нещодавні події. І спокій вона завжди знаходила лише на скелях Тридиву біля моря. Це було її місце спокою. Прибігши до цього місця вона побачила там жінку в інвалідному візку. Хоча до того часу біля цих скель ніколи нікого не було, крім самої Лізи. Школярка підійшла до незнайомки й засипала її питаннями. Лізі було цікаво, як звати жінку, звідки вона й що тут робить. Жінка зауважила, що оскільки це місце спокою, то розмову варто вести спокійніше і не засипати її питаннями. Вони познайомилися, виявляється її звуть Анною.
Після зустрічі з жінкою швидко пролетів цілий тиждень. Вперше за цей час до Лізи написав Білий Кит. Він розповідав, що вони довго не спілкувалися і йому дуже самотньо. Ліза написала йому, що дуже хоче, щоб він її поцілував і Кит вийшов з мережі. Наступного дня Ліза була дуже засмучена. Зранку замість того, щоб піти до школи, побігла до Тридиву. Там не було Анни, проте був якийсь не знайомий чоловік. Він спитав Лізу, що їй тут потрібно, через це дівчина почала з ним сперечатися, що це її місце спокою, я не його. Він сказав, що прийшов сюди з посланням для Лізи, сказав, що Ліза познайомилася з Анною. Зараз жінка лікується недалеко звідси в оздоровниці. Анна колись скинулася з цих скель, саме тому зараз в інвалідному візку. Ліза поцікавилася звідки чоловік так багато знає про Анну. Він відповів, що просто знає і пішов.
Через кілька днів до Лізи написав Білий Кит. У своєму повідомленні він вибачився за те, що довго не відповідав, адже він не боявся того, що написала дівчина, а просто не знав, що відповісти. Він їй надіслав фотографію талісману, який завжди його оберігав, і Кит дуже б хотів, щоб він оберігав і її. Талісман мав вигляд брелка: металевий футбольний м'яч, причеплений до срібного ланцюжка.
Одного дня Ліза, повертаючись зі школи, йшла попри футбольне поле. Дівчина зупинилася, щоб подивитися, як грають хлопці, бо побачила там Максима. Саша копнув м'яча, той відбився від штанги і докотився до Лізи. До дівчини підійшов Максим і запропонував їй кинути м'яч у баскетбольне кільце. Але дівчина ввічливо відмовила, сказавши, що їй час додому. Коли дівчина виходила з футбольного поля, то помітила, що біля виходу на землі лежить металевий футбольний м'яч, а поруч— срібний ланцюжок без застібки. Ліза підняла його і роздивившись зрозуміла, що це точнісінько такий самий брелок, як і на фото. До неї підійшов Максим і запитав, де вона це знайшла. Дівчина від несподіванки злякалася, а хлопець вибачився за те, що її налякав. Ліза запитала, чи дійсно цей брелок належить йому, хлопець ствердно кивнув і дівчина простягнула його Максу. Хлопець сказав, що загубив його і  до той знайшовся, бо це його талісман, який щоправда допомагав йому лише на футболі. І тоді дівчина витягнула з кишені свій талісман. Це був камінець у вигляді кита, щоправда він їй теж не завжди допомагав. Тоді Максим зробив Лізі комплімент сказавши, що в неї сонце у волоссі, адже дівчина була руденька. І раптом дівчину осяйнуло. Білий Кит нещодавно надіслав їй фото такого ж талісману, як і в Максима і він завжди називав її сонячною. «То, може, Макс це і є Білий Кит?».

## Композиція
- Експозиція— розповідь про життя Лізи, її проблеми в школі й непорозуміння з батьками.
- Зав'язка— знайомство з Білим Китом і спілкування з ним.
- Кульмінація— спроба Лізи покінчити з собою, її порятунок і напад Дмитра.
- Розв'язка— прихід Лізи до тями, розмова з Максимом.

## Реакції
Ця книжка не залишить вас байдужими.

Ви зрозумієте, що коли кити викидаються на берег -
це геть не романтично, і це не поклик природи, а неминуча смерть.

А до чого тут сіль для моря? Прочитайте роман, і це вас здивує.— Дара Корній, письменниця

## Нагороди
- 2018— Міжнародна українсько-німецька літературна премія імені Олеся Гончара у номінації «Проза».
- 2018— Відзнака за підсумками року премії «Глиняний кіт— 2018».

## Екранізація
- «Сіль для моря»: в Україні зняли фільм про булінг— трейлер
- https://www.youtube.com/watch?v=MZjNRr0wr6Y&t=6s